# Kashmiruld
Kashmiruld (også kaldet cashmereuld) er uld fra den tibetanske kashmirged (Capra hircus langier).
Kashmirgeden (Capra hircus langier) og dens fibre har sit navn fra Kashmir regionen mellem Indien og Pakistan vest for Himalaya. Kashmiruld produceres i dag primært i Kina, Mongoliet mens Afghanistan var den tredje største producent. Tibet, Iran, Australien og New Zealand står også for en mindre del af verdensproduktionen.
Kashmirgeden er 60 - 80 cm høj. Hannerne og hunnerne vejer henholdsvis 60 og 40 kg i gennemsnit, og lever i gennemsnit 7 år. Deres pels er åben med lange og grove yderhår som dækker underulden. Hver ged producerer mellem 100 og 160 gram kashmirfibre om året.
Underulden er meget fin, og isolerer geden mod vinterens ekstreme kuldegrader. Fibrenes diameter er mellem 12,5 og 19 mikrometer og en gennemsnitlig længde på 35 - 50 mm. Når foråret kommer fælder de pelsen for ikke at overophede. Ulden er god til at regulere kropstemperatur.